# Новосёлка (Деражнянская городская община)
Новосёлка (укр. Новосілка) — село в Хмельницком районе Хмельницкой области Украины.
Расположено на берегу реки Волчок.
Население по переписи 2001 года составляло 534 человека. Почтовый индекс — 32240. Телефонный код — 3856. Занимает площадь 1,51 км². Код КОАТУУ — 6821587801.

## Местная власть
32200, Хмельницкая обл., Хмельницкий р-н, г. Деражня, ул. Мира, 37